# Jan Chrzciciel Albertrandi
Jan Chrzciciel Albertrandi (Varsovia, 7 de diciembre de 1731-Varsovia, 10 de agosto de 1808) fue un obispo católico de la República de las Dos Naciones, mecenas de las artes, historiador y bibliófilo.

## Vida
Albertrandi era hijo de italianos residentes en Varsovia. Acabada su formación jesuita, trabajó (1760-1764) en la biblioteca del obispo Józef Andrzej Załuski, donde clasificó sus 200.000 volúmenes y preparó un catálogo de los libros. Tras la tercera probación (1764-1765) en Pólotsk (Bielorrusia), fue nombrado (1765) preceptor de Feliks Łubieński, sobrino de Władysław Aleksander Łubieński, arzobispo de Gniezno y primado de Polonia. Al morir el arzobispo, Albertrandi pasó a prefecto de estudios (1767-1769) del Colegio de Nobles de Varsovia.
Albertrandi había sido coedirector de Monitor desde 1765 y, en 1770, comenzó la revista Zabawy Przyjemne i Pożyteczne (Pasatiempo agradable y útil). En 1773, fue custodio de la colección real de monedas antiguas y, después, lector (1774), bibliotecario (1790) y archivero real (1794). Desde 1775 a 1787, trabajó, también, en la Asociación de Libros Elementales, una sección de la Comisión de Educación Nacional. Hizo investigación histórica (1782-1785) en los archivos del Vaticano y Nápoles, y fue (1789) a Suecia, como capellán de la misión diplomática de Jerzy Potocki. Mientras estuvo en el extranjero, reunió unos 170 cuadernos de extractos relativos a la historia de Polonia.
Nombrado obispo de Zenopolis (Isauria) a fines de 1795, fue consagrado en 1796. Fue cofundador y primer presidente de la Sociedad de Amigos de la Ciencia de Varsovia, y se le conoció por su amor a la lengua nacional e interés por su historia y cultura. Su hermano Antonio (1732-1795) fue pintor de corte en tiempo del rey Estanislao II Poniatowski.

## Obras
- De potestate episcoporum circa Verbi Divini praedicationem communicatio (1754).
- Dzieje Królestwa Polskiego krótko lat porzgdkiem opisane (Varsovia, 1763).
- Katechizm mniejszy i wigkszy (Vilna, 1817).